# Volvo LV60-serie
De Volvo LV60-serie (LV60 tot en met LV70) is een serie lichte tot middelzware vrachtwagens, geproduceerd door Volvo van 1929 tot 1936. De 6 in de typebenaming geeft aan dat er gebruikgemaakt wordt van zescilindermotoren. Het tweede cijfer onderscheidt de verschillende uitvoeringen. De LV70 doorbreekt deze logica, maar er was geen ruimte meer in de benummering.
In feite zijn deze vrachtwagens verbeterde en doorontwikkelde versies van de LV40-serie. De reden voor de nieuwe typebenaming is dat Volvo van de viercilinder motor over is gestapt naar een motor met zes cilinders.

## LV60-LV65
De in 1929 geïntroduceerde lichte vrachtwagens LV60 tot en met LV65 hadden een zescilinder zijklep- lijnmotor met een enkele carburateur en een cilinderinhoud van 3010 cc, welke 55 pk leverde. Behalve een sterkere versnellingsbak met 4 versnellingen waren ze verder identiek aan de LV40 type 2.
In 1931 werden de LV60-LV65 met een grotere motor van 3366 cc geïntroduceerd. Deze motor leverde 65 pk. Met hun enkele geremde as en houten spaakwielen waren deze lichte vrachtwagens op dat moment al gedateerd en Volvo was al bezig met de ontwikkeling van modernere opvolgers. Eind 1932 viel het doek voor de LV60-LV65.

## LV66-LV70
Met de LV66 introduceert Volvo in 1931 zijn eerste middelzware vrachtwagen. In tegenstelling tot zijn kleinere broertjes, gebruikt Volvo voor de LV66-LV70 geen onderdelen meer vanuit Volvo's personenautodivisie. Deze vrachtwagens kregen een nieuwe kopklepmotor, een krachtigere vierversnellingsbak, stalen velgen en hydraulische remmen.
De LV66 en LV67 hebben een laadvermogen van 3,5 ton, vanaf 1933 met sleepas 5,25 ton. De LV68 en LV69 hebben een laadvermogen van 3,25 ton. De LV70 is een verlengde versie en is veel gebruikt voor autobussen.
Aanvankelijk waren de LV66-LV70 modellen alleen leverbaar met een zescilinder benzinemotor van 4097 cc met enkele carburateur, welke 75 pk leverde. Vanaf 1933 werd deze motor ook geleverd in de vorm van een Hesselmanmotor, een hybride motor, die zowel op benzine als op diesel loopt. Deze gaf hetzelfde aantal paardenkrachten, maar een hoger koppel.

## Galerij

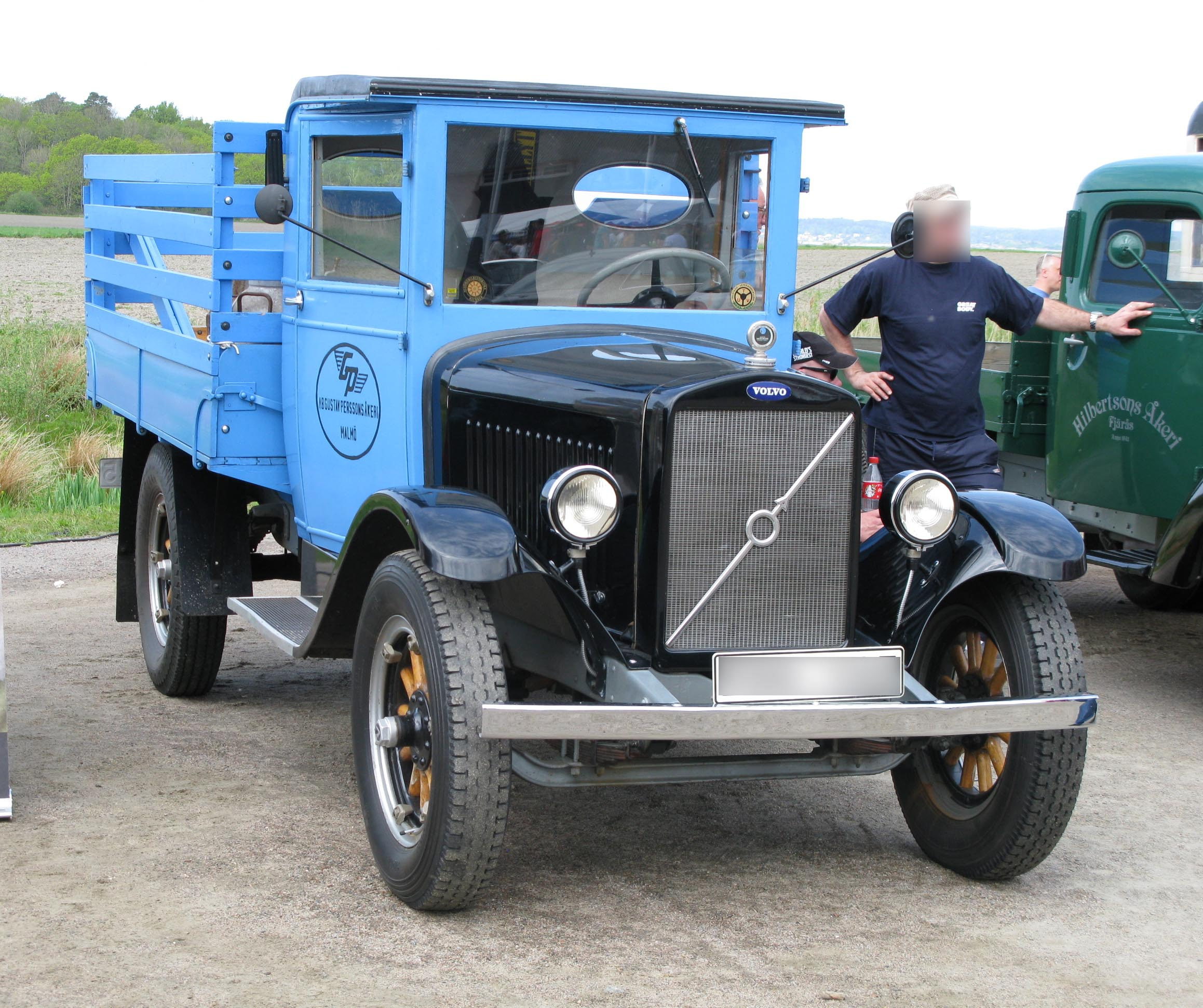
Volvo LV60 1930
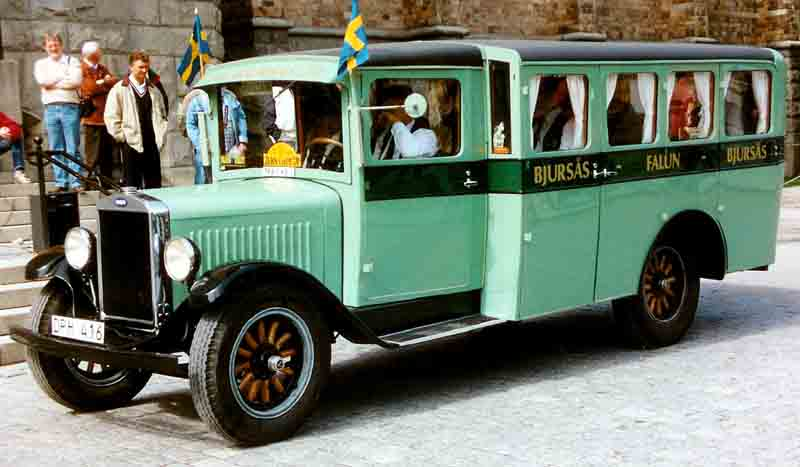
Volvo LV61 autobus 1930
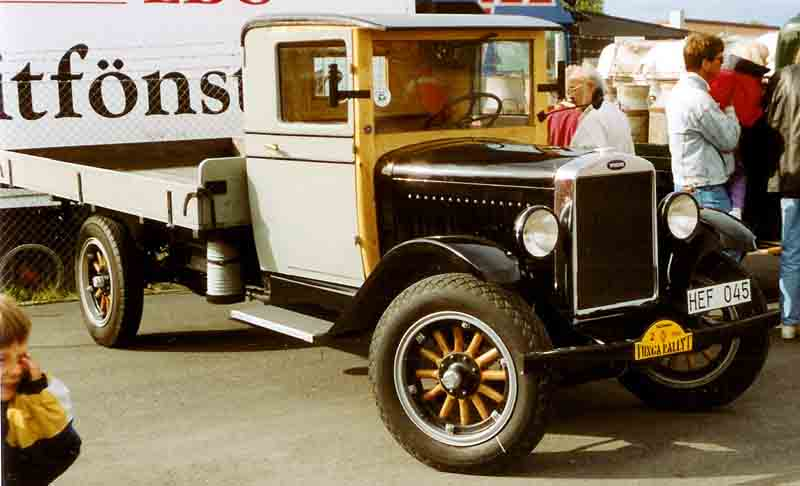
Volvo LV65 1931
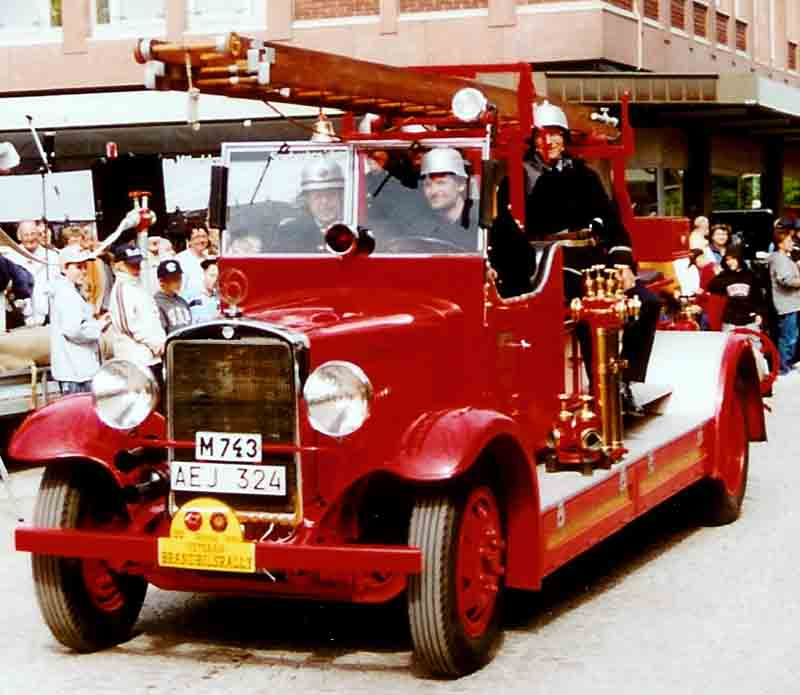
Volvo LV70 brandweervoertuig 1935